# El Mango
El Mango es una localidad del estado mexicano de Chiapas. Es parte del municipio de Chilón.

## Demografía
| Gráfica de evolución demográfica |
|                                  |

| Censo | Población |
| ----- | --------- |
| 1990  | 838       |
| 2000  | 822       |
| 2010  | 1 141     |
| 2020  | 1 483     |